# Timothée Chalamet
Timothée Hal Chalamet (ur. 27 grudnia 1995 w Nowym Jorku) – amerykański aktor filmowy.

## Życiorys

### Rodzina i edukacja
Urodził się w Hell’s Kitchen na Manhattanie w Nowym Jorku. Jego rodzicami są Nicole Flender i Marc Chalamet; matka jest Amerykanką pochodzenia żydowskiego, a ojciec – Francuzem. Ma starszą siostrę, Pauline, która mieszka w Paryżu.
Studiował w Fiorello H. LaGuardia High School of Music & Art and Performing Arts.

### Kariera
Za występ w roli Elia Perlmana w filmie Luki Guadagnina Tamte dni, tamte noce (2017) otrzymał nominację m.in. do Oscara, Złotego Globu i nagrody BAFTA oraz został uhonorowany nagrodą Stowarzyszenia Nowojorskich Krytyków Filmowych dla najlepszego aktora pierwszoplanowego i nagrodą Film Independent dla najlepszego aktora.
W 2019 został nominowany do Złotego Globu za drugoplanową rolę Nica Sheffa w filmie Mój piękny syn. W 2025 otrzymał nominację do tej nagrody w kategorii najlepszy aktor w filmie dramatycznym za pierwszoplanową rolę w filmie Kompletnie nieznany. Dodatkowo został wyróżniony nagrodą Gildii Aktorów Ekranowych oraz znalazł się w nominacjach do Oscara i nagrody Brytyjskiej Akademii Filmowej. 

## Filmografia
| Filmy |                         |                                                |                             |                   |                      |
| Rok   | Tytuł oryginalny        | Tytuł polski                                   | Rola                        | Uwagi             | Źródła               |
| 2014  | Men, Women & Children   | Uwiązani                                       | Danny Vance                 |                   | [ 10 ] [ 11 ]        |
| 2014  | Interstellar            | –                                              | młody Tom Cooper            |                   | [ 10 ] [ 12 ]        |
| 2014  | Worst Friends           | –                                              | młody Sam                   |                   | [ 10 ] [ 13 ]        |
| 2015  | One & Two               | Jeden, dwa                                     | Zac                         |                   | [ 10 ] [ 14 ]        |
| 2015  | The Adderall Diaries    | –                                              | nastoletni Stephen Elliott  |                   | [ 15 ]               |
| 2015  | Love the Coopers        | Kochajmy się od święta                         | Charlie Cooper              |                   | [ 10 ] [ 16 ]        |
| 2016  | Miss Stevens            | Pani Stevens                                   | Billy Mitman                |                   | [ 10 ] [ 14 ]        |
| 2017  | Call Me by Your Name    | Tamte dni, tamte noce                          | Elio Perlman                |                   | [ 17 ] [ 18 ]        |
| 2017  | Hot Summer Nights       | –                                              | Daniel Middleton            |                   | [ 19 ]               |
| 2017  | Lady Bird               | –                                              | Kyle Scheible               |                   | [ 10 ] [ 20 ]        |
| 2017  | Hostiles                | –                                              | szeregowy Philippe DeJardin |                   | [ 10 ] [ 21 ]        |
| 2018  | Beautiful Boy           | Mój piękny syn                                 | Nic Sheff                   |                   | [ 22 ]               |
| 2019  | A Rainy Day in New York | W deszczowy dzień w Nowym Jorku                | Gatsby Welles               |                   | [ 10 ] [ 23 ]        |
| 2019  | The King                | Król                                           | król Henryk V               |                   | [ 10 ] [ 24 ]        |
| 2019  | Little Women            | Małe kobietki                                  | Theodore „Laurie” Laurence  |                   | [ 10 ] [ 25 ]        |
| 2021  | The French Dispatch     | Kurier Francuski z Liberty, Kansas Evening Sun | Zeffirelli B.               |                   | [ 10 ] [ 26 ]        |
| 2021  | Dune                    | Diuna                                          | Paul Atryda                 |                   | [ 10 ] [ 27 ]        |
| 2021  | A Man Named Scott       | –                                              | (w roli samego siebie)      | film dokumentalny | [ 28 ]               |
| 2021  | Don’t Look Up           | Nie patrz w górę                               | Yule                        |                   | [ 10 ] [ 29 ]        |
| 2022  | Bones and All           | Do ostatniej kości                             | Lee                         | także producent   | [ 10 ] [ 30 ] [ 31 ] |
| 2023  | Wonka                   | –                                              | Willy Wonka                 |                   | [ 10 ] [ 32 ]        |
| 2024  | Dune: Part Two          | Diuna: Część druga                             | Paul Atryda                 |                   | [ 33 ]               |
| 2024  | A Complete Unknown      | Kompletnie nieznany                            | Bob Dylan                   | także producent   | [ 34 ]               |

| Produkcje telewizyjne |                     |                  |                                            |                                       |                      |
| Rok                   | Tytuł oryginalny    | Tytuł polski     | Rola                                       | Uwagi                                 | Źródła               |
| 2009                  | Law & Order         | Prawo i porządek | Eric Foley                                 | serial telewizyjny, odcinek: „Pledge” | [ 10 ] [ 35 ]        |
| 2009                  | Loving Leah         | Kochając Leah    | młody Jake Lever                           | film telewizyjny                      | [ 10 ] [ 36 ]        |
| 2012                  | Royal Pains         | Bananowy doktor  | Luke                                       | serial telewizyjny, 4 odcinki         | [ 10 ] [ 37 ]        |
| 2012                  | Homeland            | –                | Finn Walden                                | serial telewizyjny, 8 odcinków        | [ 10 ] [ 37 ] [ 38 ] |
| 2020–2021             | Saturday Night Live | –                | (w roli samego siebie) (gospodarz / cameo) | program komediowy, 2 odcinki          | [ 39 ] [ 40 ]        |
| 2022                  | Entergalactic       | –                | Jimmy (głos)                               |                                       | [ 10 ] [ 41 ]        |

| Teatr |                  |                 |                        |       |        |
| Rok   | Tytuł oryginalny | Rola            | Miejsce                | Uwagi | Źródła |
| 2011  | The Talls        | Nicholas Clarke | McGinn/Cazale Theater  |       | [ 37 ] |
| 2016  | Prodigal Son     | Jim Quinn       | Manhattan Theatre Club |       | [ 42 ] |